# William Ernest Johnson

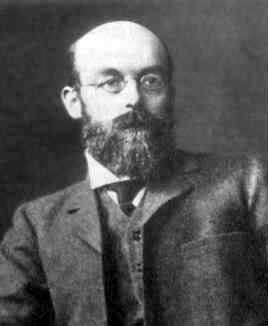
William Ernest Johnson

William Ernest Johnson (1858–1931) – brytyjski filozof, logik i ekonomista. Jego głównym dziełem naukowym była książka Logic, wydana w trzech częściach w latach 1921, 1922 i 1924. 

## Ważniejsze prace naukowe
- Treatise on Trigonometry (1889).l
- "The Logical Calculus" Mind, Vol 1 (1892): [W trzech częsciach: ss. 3–30, ss. 235–250, ss. 340–357].
- "Sur la théorie des equations logiques" Bibliothèque du Congrès International de Philosophie, Volume 3, 1901, Logique et Histoire des Sciences, ss. 185–199.
- "The Pure Theory of Utility Curves" The Economic Journal, Vol. 23, No. 92 (Dec., 1913).
- "Analysis of Thinking," Mind, Vol 27 (1918): [W dwóch częściach: ss. 1–21, ss 133–151].
- Logic, Part I, (Cambridge, 1921)
- Logic, Part II, (Cambridge, 1922)[2]
- Logic, Part III, (Cambridge, 1924)
- "Probability: The Relations of Proposal to Supposal" Mind, Vol. 41, No. 161, 1932, ss. 1–16.
- "Probability: Axioms" Mind, Vol. 41, No. 163, 1932, ss. 281–96.
- "Probability: The Deductive and Inductive Problems" Mind, Vol. 41, No. 164, 1932, ss. 409–23.